# Club Waterpolo Sevilla

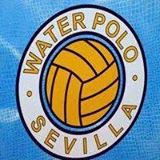
Club Waterpolo Sevilla

El Club Waterpolo Sevilla es un club de waterpolo cuya piscina está en Sevilla, España.  Nació en la temporada 2000-01.
La temporada 2007-08 consiguió el ascenso a la División de honor de waterpolo masculino.
El Club Waterpolo Sevilla Emasesa cumplió en 2014 veintiún años de historia. Comenzó en 1993 con la misión de evitar la desaparición de esta disciplina en Sevilla, y hoy puede presumir de ser uno de los referentes andaluces en el waterpolo nacional. Los objetivos del club combinan el mantenimiento de la categoría nacional para su primer equipo con la permanente presencia en el panorama nacional para sus categorías inferiores, a la vez que profundizar en la formación de base, consolidando técnicamente el trabajo con los menores de diez años, (aquellos que nacieron después del CWS).[cita requerida] En 2013 CWS participó en 21 competiciones con un total de 195 partidos, 80 de ellos en su sede el Centro Deportivo Hytasa. Esta enorme actividad deportiva, con 130 deportistas y sus familias, se extiende desde El Cerro del Águila con la escuela municipal, hasta competiciones a nivel regional y nacional, con jugadores en competiciones internacionales, y un amplio abanico de iniciativas y colaboraciones sociales.